# Coșerele
Coșerele – wieś w Rumunii, w okręgu Prahova, w gminie Gornet-Cricov. W 2011 roku liczyła 504 mieszkańców.